# حرائق غابات نيفادا 2020
حرائق غابات نيفادا 2020 بدأت الحرائق في يونيو 2020 في نيفادا في الولايات المتحدة. الموسم هو جزء من موسم حرائق الغابات في غرب الولايات المتحدة 2020. أحرقت هذه الحرائق المتعددة أكثر من 1000 فدان (400 هكتار)، وتسببت في أضرار هيكلية كبيرة وإصابات عديدة.